# Concours Eurovision de la chanson junior 2004
- Pays participants

Copenhague 2003 Hasselt 2005
Le Concours Eurovision de la chanson junior 2004 fut la 2e édition du concours de l'Eurovision junior qui eut lieu au Håkons Hall de Lillehammer en Norvège, le 20 novembre 2004.
La chanteuse espagnole María Isabel remporta le concours avec sa chanson Antes muerta que sencilla avec 171 points soit 31 points d'avance sur sa dauphine Cory Spedding, du Royaume-Uni, qui totalisa 140 points. La France fut représentée par Thomas avec sa chanson Si on voulait bien qui termina 6e avec 78 points.

## Pays participants
Lors du Concours Eurovision de la chanson junior en 2004, 18 pays ont participé à l'événement. Ce fut d'ailleurs l'édition ayant eu le plus de participants, avant que ce record ne soit battu en 2018.

## Résultats
| Ordre | Pays        | Artiste                             | Chanson                                   | Langage     | Place | Points |
| ----- | ----------- | ----------------------------------- | ----------------------------------------- | ----------- | ----- | ------ |
| 01    | Grèce       | Secret Band                         | O palios mou eaftos (Ο παλιός μου εαυτός) | Grec        | 9     | 48     |
| 02    | Malte       | Young talent team                   | Power of a song                           | Anglais     | 12    | 14     |
| 03    | Pays-Bas    | Klaartje and Nicky                  | Hij is een kei                            | Néerlandais | 11    | 27     |
| 04    | Suisse      | Demis Mirarchi                      | Birichino                                 | Italien     | 16    | 4      |
| 05    | Norvège H   | @lek                                | En stjerne skal jeg bli                   | Norvégien   | 13    | 12     |
| 06    | France      | Thomas Pontier                      | Si on voulait bien                        | Français    | 6     | 78     |
| 07    | Macédoine   | Martina Siljanovska                 | Zabava (Забава)                           | Macédonien  | 7     | 64     |
| 08    | Pologne     | KWadro                              | Łap życie                                 | Polonais    | 17    | 3      |
| 09    | Chypre      | Marios Tofis                        | Oneira (Όνειρα)                           | Grec        | 8     | 61     |
| 10    | Biélorussie | Egor Volchek                        | Spjavajce sa mnoj (Спявайце со мной)      | Russe       | 14    | 9      |
| 11    | Croatie T   | Nika Turkovic                       | Hej mali                                  | Croate      | 3     | 126    |
| 12    | Lettonie    | Mārtiņš Tālbergs & C-Stones Juniors | Balts vai melns                           | Letton      | 18    | 3      |
| 13    | Royaume-Uni | Cory Spedding                       | The best is yet to come                   | Anglais     | 2     | 140    |
| 14    | Danemark    | Cool kids                           | Pigen er min                              | Danois      | 5     | 116    |
| 15    | Espagne     | María Isabel                        | Antes muerta que sencilla                 | Espagnol    | 1     | 171    |
| 16    | Suède       | Limelights                          | Varför jag?                               | Suédois     | 15    | 8      |
| 17    | Belgique    | Free Spirits                        | Accroche-toi                              | Français    | 10    | 37     |
| 18    | Roumanie    | Noni Răzvan Ene                     | Îţi mulţumesc                             | Roumain     | 4     | 123    |

### Tableau des votes
|             | Points attribués.   | Points attribués. | Points attribués.    | Points attribués.    | Points attribués.     | Points attribués.    | Points attribués.       | Points attribués.     | Points attribués. | Points attribués.         | Points attribués.     | Points attribués.      | Points attribués.      | Points attribués.   | Points attribués.    | Points attribués.   | Points attribués.      | Points attribués.      | Points attribués. |
| Pays        | Drapeau de la Grèce | Drapeau de Malte  | Drapeau des Pays-Bas | Drapeau de la Suisse | Drapeau de la Norvège | Drapeau de la France | Drapeau de la Macédoine | Drapeau de la Pologne | Drapeau de Chypre | Drapeau de la Biélorussie | Drapeau de la Croatie | Drapeau de la Lettonie | Drapeau du Royaume-Uni | Drapeau du Danemark | Drapeau de l'Espagne | Drapeau de la Suède | Drapeau de la Belgique | Drapeau de la Roumanie | Total             |
| ----------- | ------------------- | ----------------- | -------------------- | -------------------- | --------------------- | -------------------- | ----------------------- | --------------------- | ----------------- | ------------------------- | --------------------- | ---------------------- | ---------------------- | ------------------- | -------------------- | ------------------- | ---------------------- | ---------------------- | ----------------- |
| Grèce       |                     | 12                | 1                    | 2                    | 1                     | 3                    | -                       | -                     | 12                | -                         | 3                     | -                      | 5                      | -                   | 1                    | -                   | 2                      | 6                      | 48                |
| Malte       | -                   |                   | 2                    | -                    | -                     | -                    | 3                       | -                     | -                 | -                         | -                     | -                      | 4                      | 4                   | -                    | -                   | -                      | 1                      | 14                |
| Pays-Bas    | -                   | 3                 |                      | -                    | 3                     | 1                    | 1                       | -                     | -                 | 3                         | 1                     | 5                      | -                      | -                   | 2                    | 1                   | 7                      | -                      | 27                |
| Suisse      | -                   | 4                 | -                    |                      | -                     | -                    | -                       | -                     | -                 | -                         | -                     | -                      | -                      | -                   | -                    | -                   | -                      | -                      | 4                 |
| Norvège     | -                   | -                 | -                    | -                    |                       | -                    | -                       | -                     | -                 | -                         | -                     | -                      | -                      | 7                   | -                    | 5                   | -                      | -                      | 12                |
| France      | 6                   | 1                 | 5                    | 6                    | 2                     |                      | 2                       | 4                     | 4                 | 6                         | 4                     | 7                      | 2                      | 6                   | 8                    | 4                   | 8                      | 3                      | 78                |
| Macédoine   | -                   | 6                 | 6                    | 5                    | 5                     | 4                    |                         | 5                     | 3                 | -                         | 8                     | 3                      | 3                      | 5                   | 3                    | 3                   | 3                      | 2                      | 64                |
| Pologne     | -                   | -                 | -                    | -                    | -                     | 2                    | -                       |                       | -                 | 1                         | -                     | -                      | -                      | -                   | -                    | -                   | -                      | -                      | 3                 |
| Chypre      | 12                  | 8                 | 3                    | 1                    | -                     | -                    | 6                       | -                     |                   | 4                         | 5                     | 2                      | 8                      | 1                   | 5                    | -                   | 1                      | 5                      | 61                |
| Biélorussie | 1                   | -                 | -                    | -                    | -                     | -                    | -                       | 3                     | -                 |                           | -                     | 1                      | -                      | -                   | -                    | -                   | -                      | 4                      | 9                 |
| Croatie     | 4                   | -                 | 8                    | 8                    | 10                    | 8                    | 12                      | 7                     | 6                 | 8                         |                       | 8                      | 12                     | 8                   | 6                    | 8                   | 6                      | 7                      | 126               |
| Lettonie    | 2                   | -                 | -                    | -                    | -                     | -                    | -                       | 1                     | -                 | -                         | -                     |                        | -                      | -                   | -                    | -                   | -                      |                        | 3                 |
| Royaume-Uni | 5                   | 10                | 12                   | 7                    | 6                     | 6                    | 5                       | 10                    | 5                 | 10                        | 7                     | 10                     |                        | 10                  | 10                   | 7                   | 10                     | 10                     | 140               |
| Danemark    | 7                   | 5                 | 7                    | 3                    | 12                    | 5                    | 8                       | 8                     | 7                 | 5                         | 6                     | 4                      | 10                     |                     | 7                    | 10                  | 4                      | 8                      | 116               |
| Espagne     | 10                  | 7                 | 10                   | 12                   | 8                     | 12                   | 10                      | 12                    | 10                | 7                         | 12                    | 6                      | 7                      | 12                  |                      | 12                  | 12                     | 12                     | 171               |
| Suède       | -                   | -                 | -                    | -                    | 4                     | -                    | -                       | -                     | 1                 | -                         | -                     | -                      | -                      | 3                   | -                    |                     | -                      | -                      | 8                 |
| Belgique    | 3                   | -                 | 4                    | 4                    | -                     | 7                    | 4                       | 2                     | 2                 | 2                         | 2                     | -                      | 1                      | -                   | 4                    | 2                   |                        | -                      | 37                |
| Roumanie    | 8                   | 2                 | -                    | 10                   | 7                     | 10                   | 7                       | 6                     | 8                 | 12                        | 10                    | 12                     | 6                      | 2                   | 12                   | 6                   | 5                      |                        | 123               |